# Lijst van oorlogsmonumenten in Baarle-Hertog
In de Belgische gemeente Baarle-Hertog bevinden zich meerdere oorlogsmonumenten. Hieronder een (incompleet) overzicht.
| Object                                  | Herdachte groep                       | Ontwerper          | Onthulling | Type   | Locatie                                   | Plaats        | Coördinaten                   | Afbeelding |
| --------------------------------------- | ------------------------------------- | ------------------ | ---------- | ------ | ----------------------------------------- | ------------- | ----------------------------- | ---------- |
| Oorlogsmonument Baarle-Hertog           | Geallieerde militairen, burgers       |                    |            | Zuil   | Kerkplein                                 | Baarle-Hertog | 51° 26′ 33″ NB, 4° 55′ 52″ OL |            |
| Sint-Remigiuskerk                       |                                       |                    |            | Gebouw | Kerkplein 1                               | Baarle-Hertog | 51° 26′ 33″ NB, 4° 55′ 51″ OL |            |
| Fusillade Monument Baarle               | Burgers                               | Lukas van der Meer | 1949       | Zuil   | Hoek Kerstraat/Desirée Geraertstraat      | Baarle-Hertog | 51° 26′ 31″ NB, 4° 55′ 48″ OL |            |
| Graven Oorlogsveteranen Baarle-Hertog   | Geallieerden uit beide wereldoorlogen |                    |            | Graf   | Begraafplaats Molenstraat, Molenstraat 47 | Baarle-Hertog | 51° 26′ 26″ NB, 4° 55′ 58″ OL |            |
| Belgisch Oorlogsgraf Baarle-Hertog      | Belgisch Verzet                       |                    |            | Graf   | Begraafplaats Molenstraat, Molenstraat 47 | Baarle-Hertog | 51° 26′ 26″ NB, 4° 55′ 58″ OL |            |
| Graven Burgerslachtoffers Baarle-Hertog | Burgerslachtoffers                    |                    |            | Graf   | Begraafplaats Molenstraat, Molenstraat 47 | Baarle-Hertog | 51° 26′ 26″ NB, 4° 55′ 58″ OL |            |